# Розенстрём, Лотта
Лотта Розенстрём (швед. Lotta Rosenström, полное имя Ingrid Charlotta Rosenström, урождённая Ингрид Эгге; род. 1941) — шведская оперная певица (меццо-сопрано), позже — социолог.

## Биография
Родилась 21 мая 1941 года в Стокгольме, в семье театрального режиссёра Ларса Эгге и его жены — оперной певицы Исы Квенсель.
Первоначально известная как Ингрид Эгге, после окончания в 1963 году Королевской высшей музыкальной школы в Стокгольме, начала работать музыкальной певицей в оперетте. Но ещё в 1961 году она сыграла свою первую роль на театральной сцене, выступив в роли одной из прачек в пьесе Федерико Гарсиа Лорки «Yerma». В 1967 году она присоединилась только созданной в Швеции независимой театральной труппе Fickteatern, просуществовавшей по 1971 год. Затем певица полностью изменила свое музыкальное направление и в 1972—1975 годах под именем Лотта Сандберг она участвовала в записи музыкальных альбомов с группами Arbetets söner & döttrar и Löpande bandet, а также в записи первого сольного альбома шведского блюзового певца Рольфа Викстрёма.
Лотта кардинально сменила род занятий, получив образование социолога, а затем и медсестры. Она активно работала в сфере здравоохранения, а также в качестве социального секретаря (профессия в муниципальном секторе Швеции) и инспектора по семейным вопросам в муниципалитете Стокгольма, являлась консультантом по вопросам абилитации в Совете графства Стокгольм и менеджером двух общенациональных проектов в рамках Национальной ассоциации детей, подростков и взрослых с отклонениями в развитии.
Затем Лотта начала участвовать в проекте омбудсмена по чтению (Läsombudsprojektet) в 1994 году и долгое время возглавляла деятельность омбудсмена в шведском фонде Центр легкого чтения (задача этого центра — сделать новостную информацию и литературу доступными для тех, кто по разным причинам испытывает трудности с чтением). За вклад в функционировании фонда она была награждена в 2007 году стипендией шведской ассоциации Studieförbundet Vuxenskolan. В 2012 году была удостоена премии Центра легкого чтения Det Lätta Priset. В 2009 году она получила в Стокгольмском университете степень магистра философии по социальной работе.

### Личная жизнь
Лотта была четырежды замужем: в 1961—1963 годах за врачом Томом Фаленом; второй раз — в 1963—1969 годах — за актёром и режиссёром Этьеном Глейзером; третьим её мужем в 1969—1974 годах был Мартен Сандберм (Mårten Sandberg, 1940—2015); четвёртым мужем — в 1977—1982 годах — Кристер Розенстрём (Christer Rosenström, род. 1947).